# IC 3301
IC 3301 = IC 3307 ist eine Zwerggalaxie vom Hubble-Typ E? im Sternbild Haar der Berenike  am Nordsternhimmel. Sie ist schätzungsweise 26 Millionen Lichtjahre von der Milchstraße entfernt und hat einen Durchmesser < 5.000 Lj. Die Galaxie wird unter der Katalognummer VVC 790 als Mitglied des Virgo-Galaxienhaufens gelistet.

Im selben Himmelsareal befinden sich u. a. die Galaxien NGC 4377, IC 3238, IC 3244, IC 3344.
Das Objekt wurde am 10. Mai 1904 von dem US-amerikanischen Astronomen Royal Harwood Frost entdeckt.